# Типовий вокзал залізниці Одеса – Бахмач
Для залізниці Одеса — Бахмач у 1912—1914 будувалися вокзали за типовим проєктом.

## Опис
Несиметрична будівля з двох об'ємів: симетричного двоповерхового і одноповерхового. Двоповерхова частина має ширину 3 вікна. Середнє вікно виділене в ризаліт з щипцем. Вікна другого поверху сгруповані по парі над вікнами першого. З торця виконаний ризаліт в два вікна шириною, вікна другого поверху менші, чим першого.
Одноповерховий об'єм завширшки 5 або 7 кроків вікон. Вхід в будівлю виконаний в одному з кроків.
Всі віконні та дверні отвори мають півциркульне завершення, прикрашене широкими лиштвами.

## Світлини

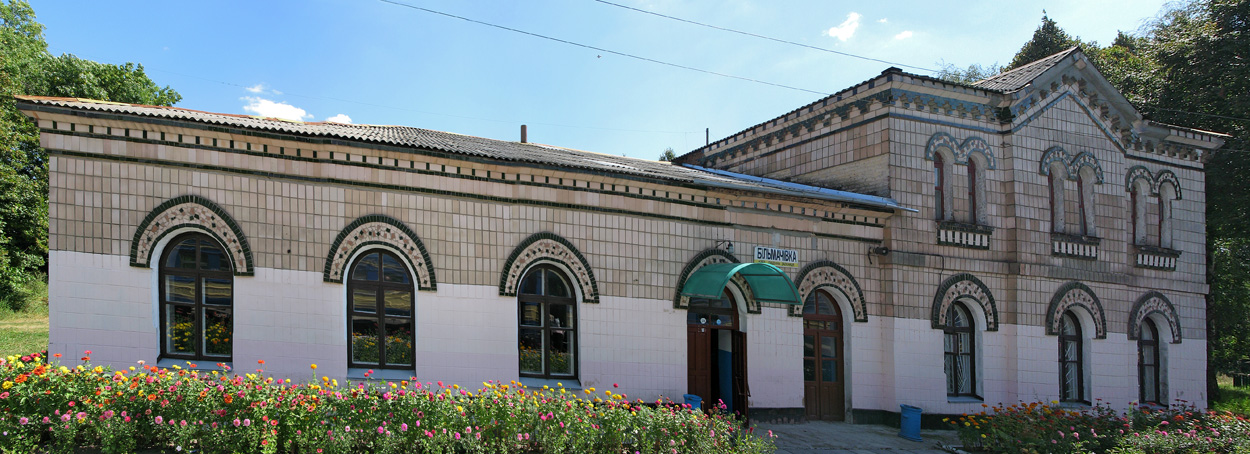
Більмачівка
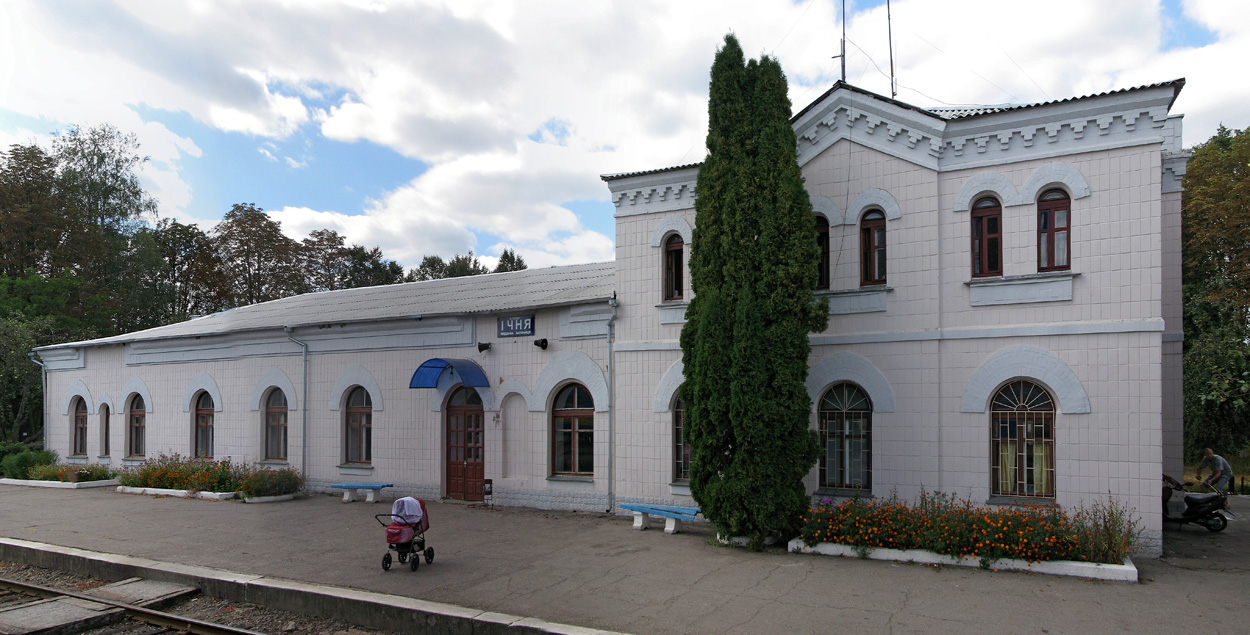
Ічня, 1912, з перону
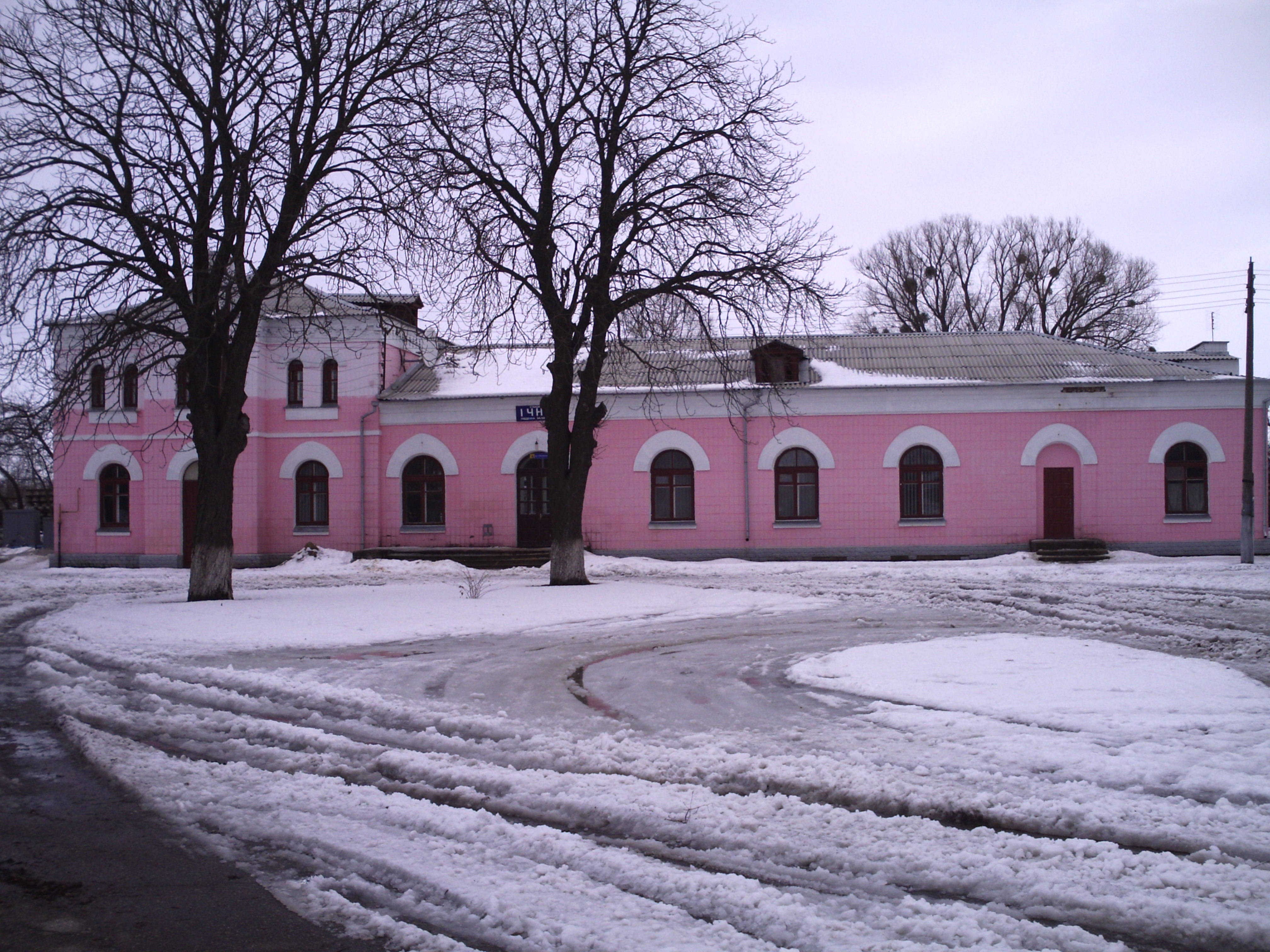
Ічня, з міста
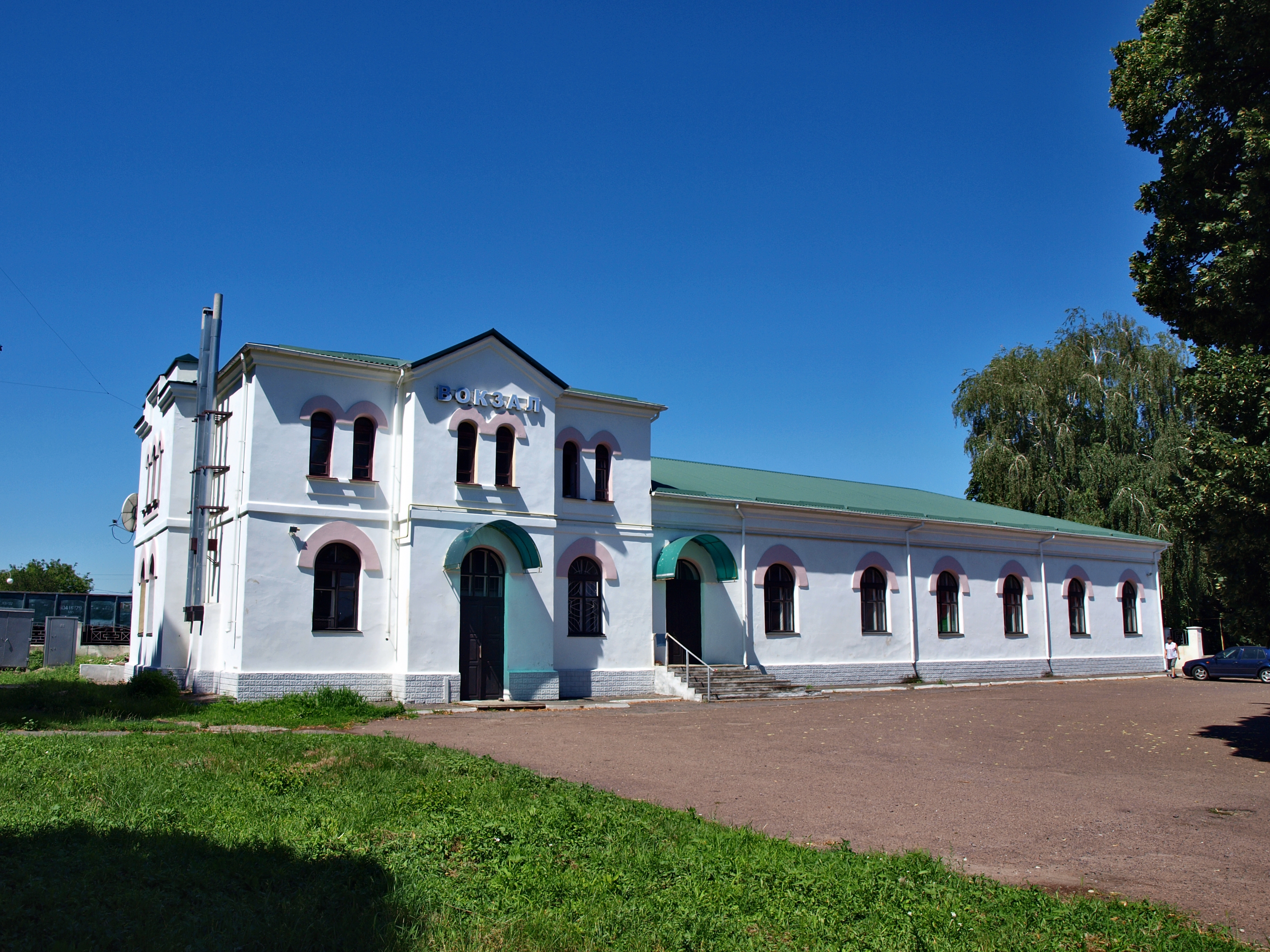
Пирятин, 1913
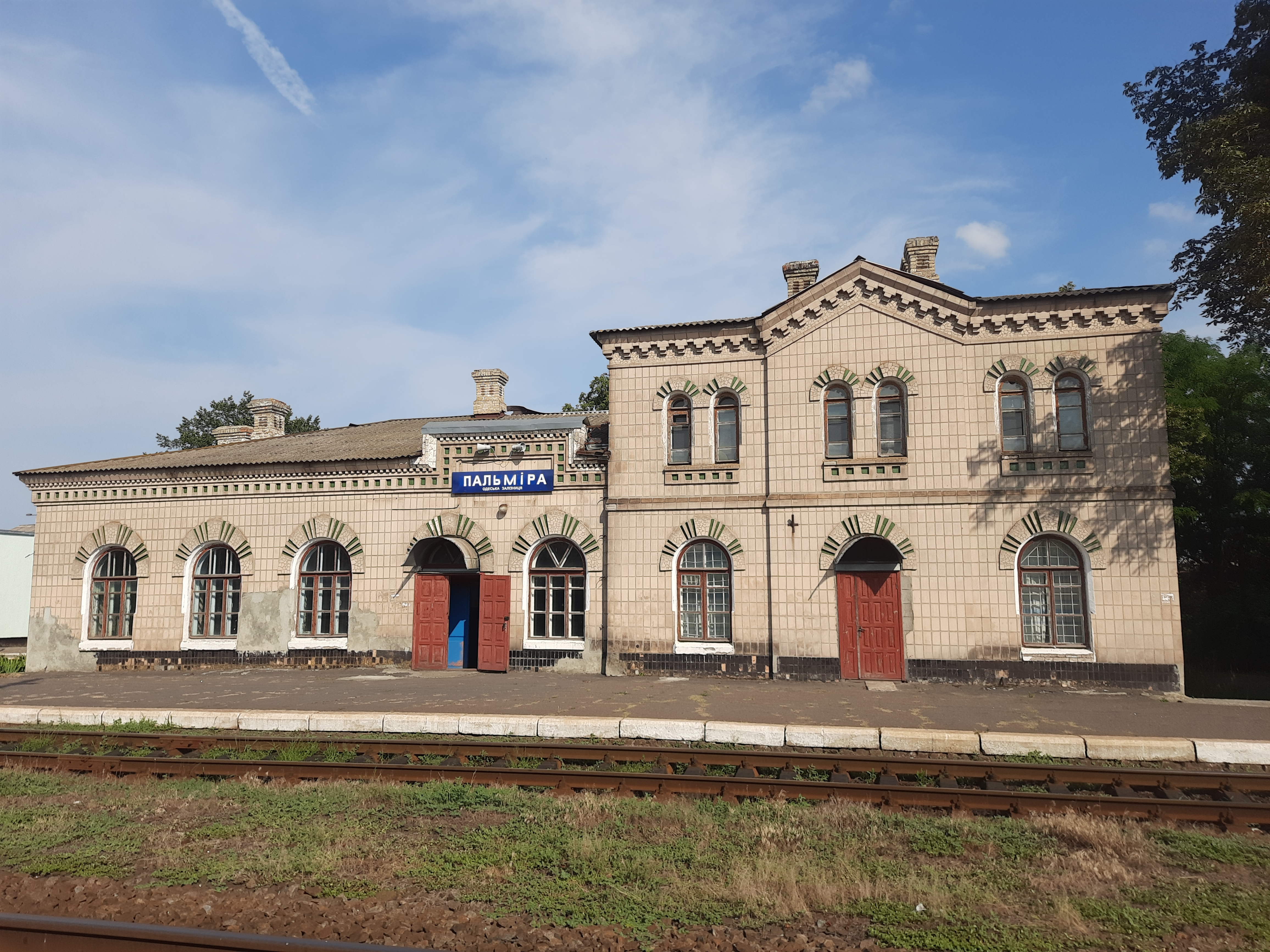
Пальміра, 1912~1913
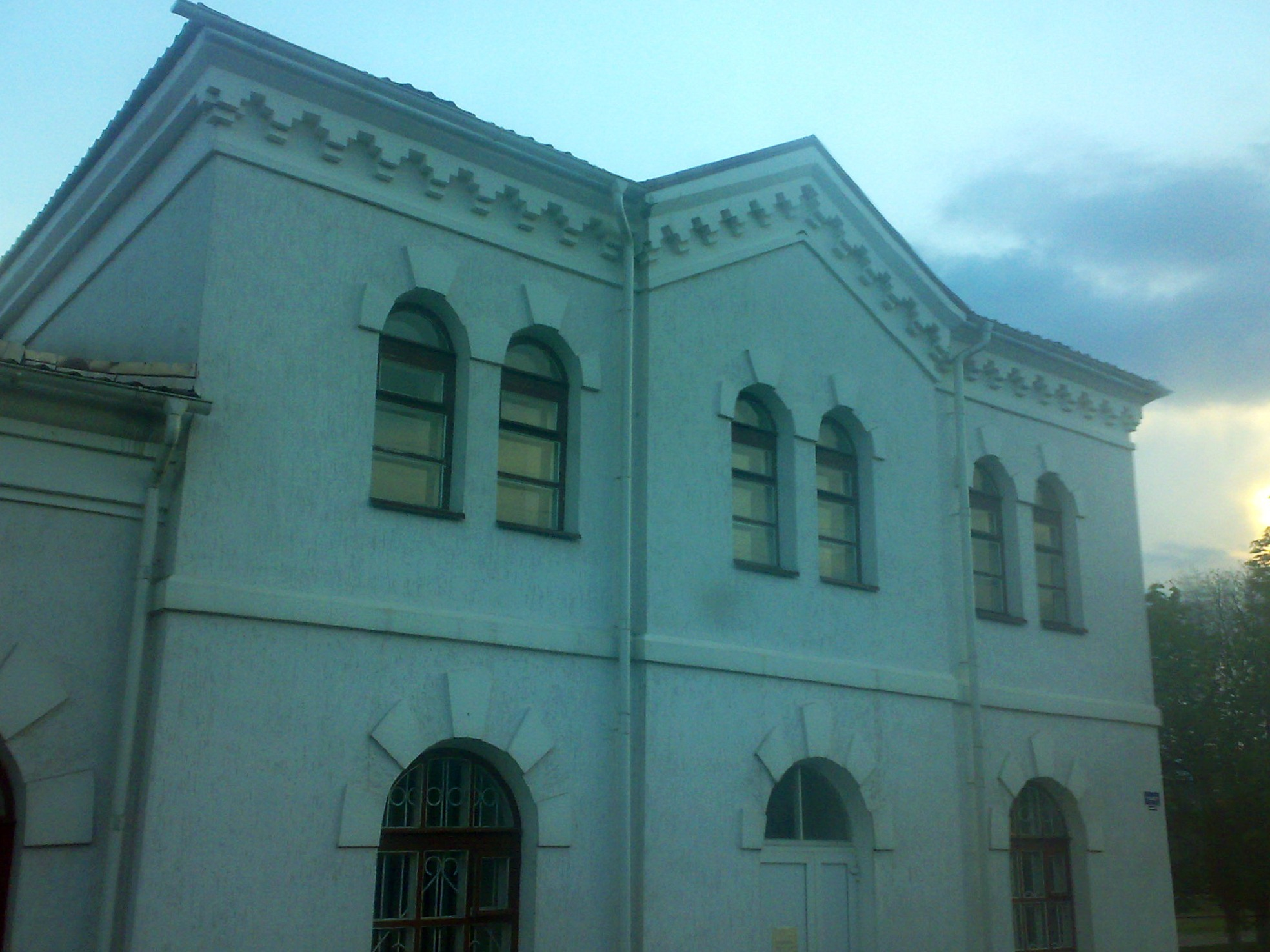
Золотоноша I
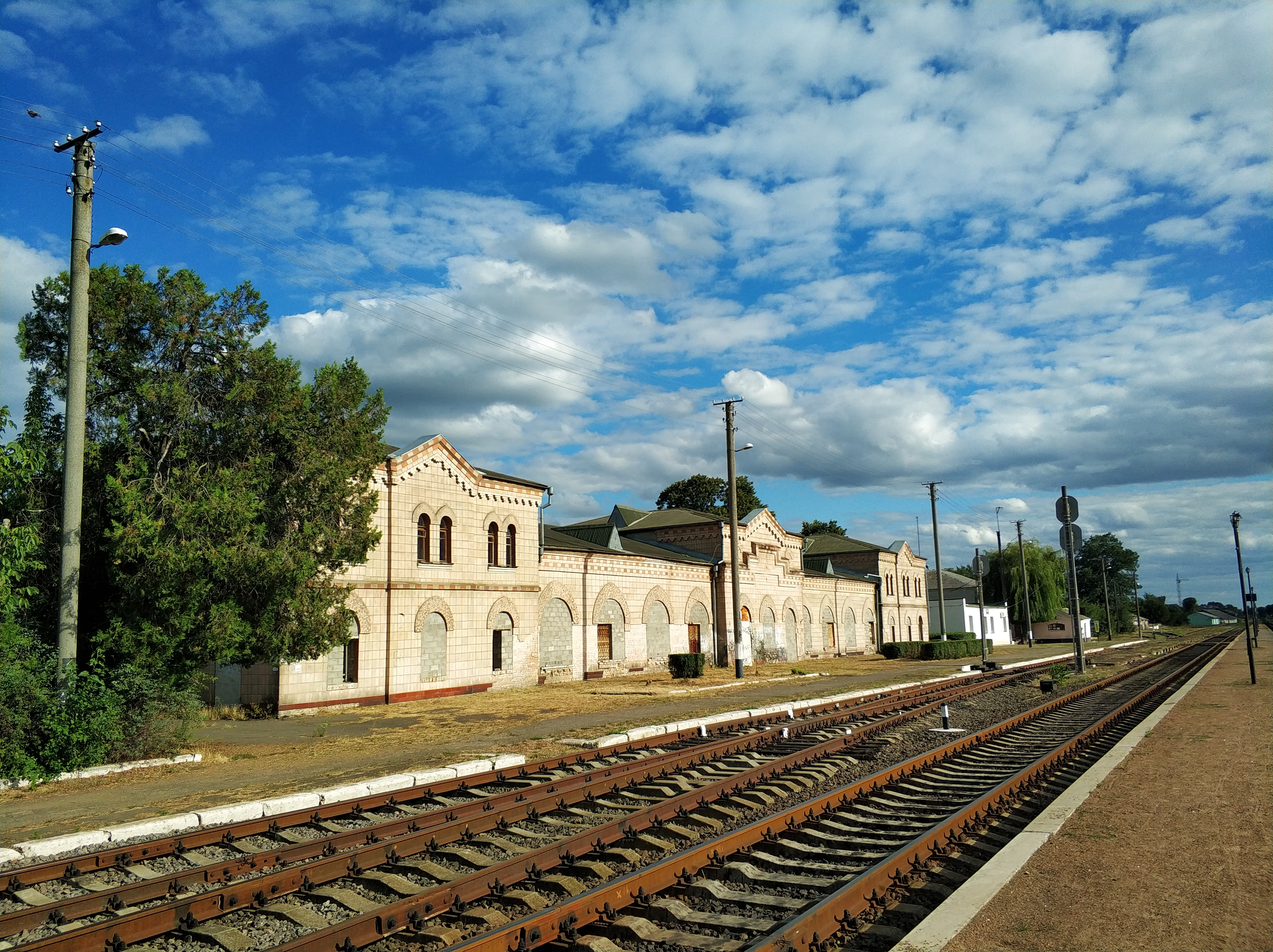
Сміла
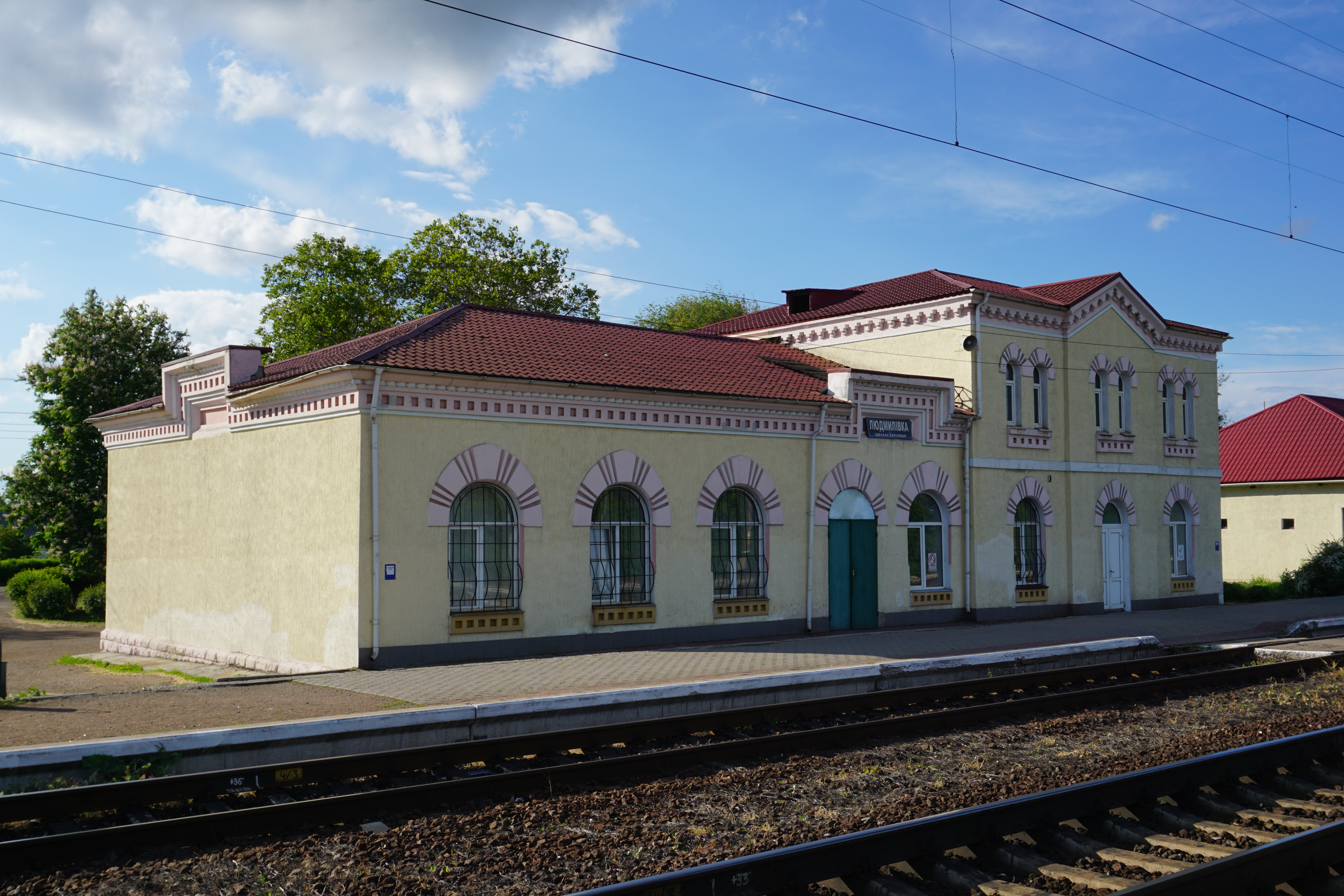
Людмилівка, 1914
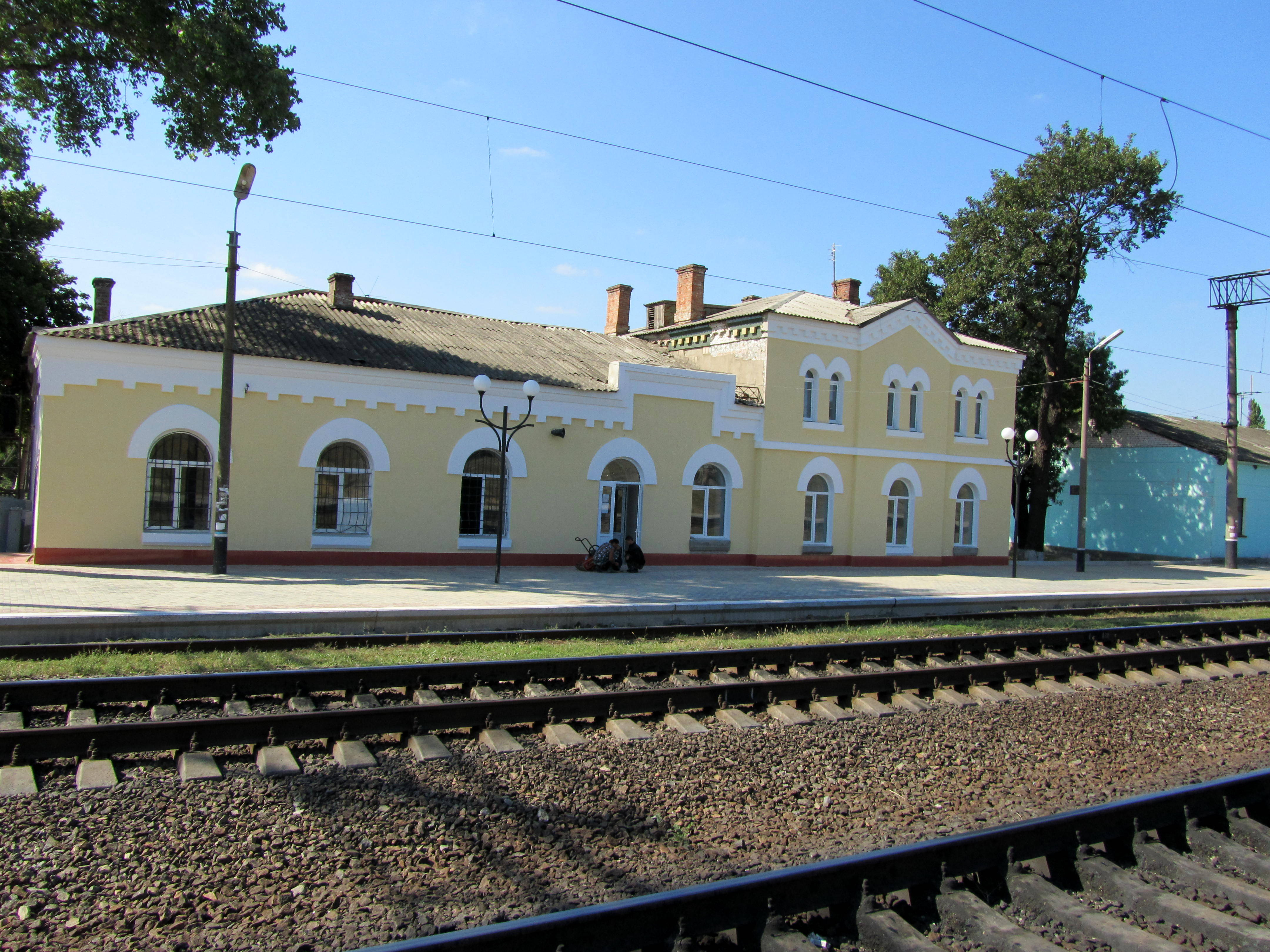
Веселинове, 1914
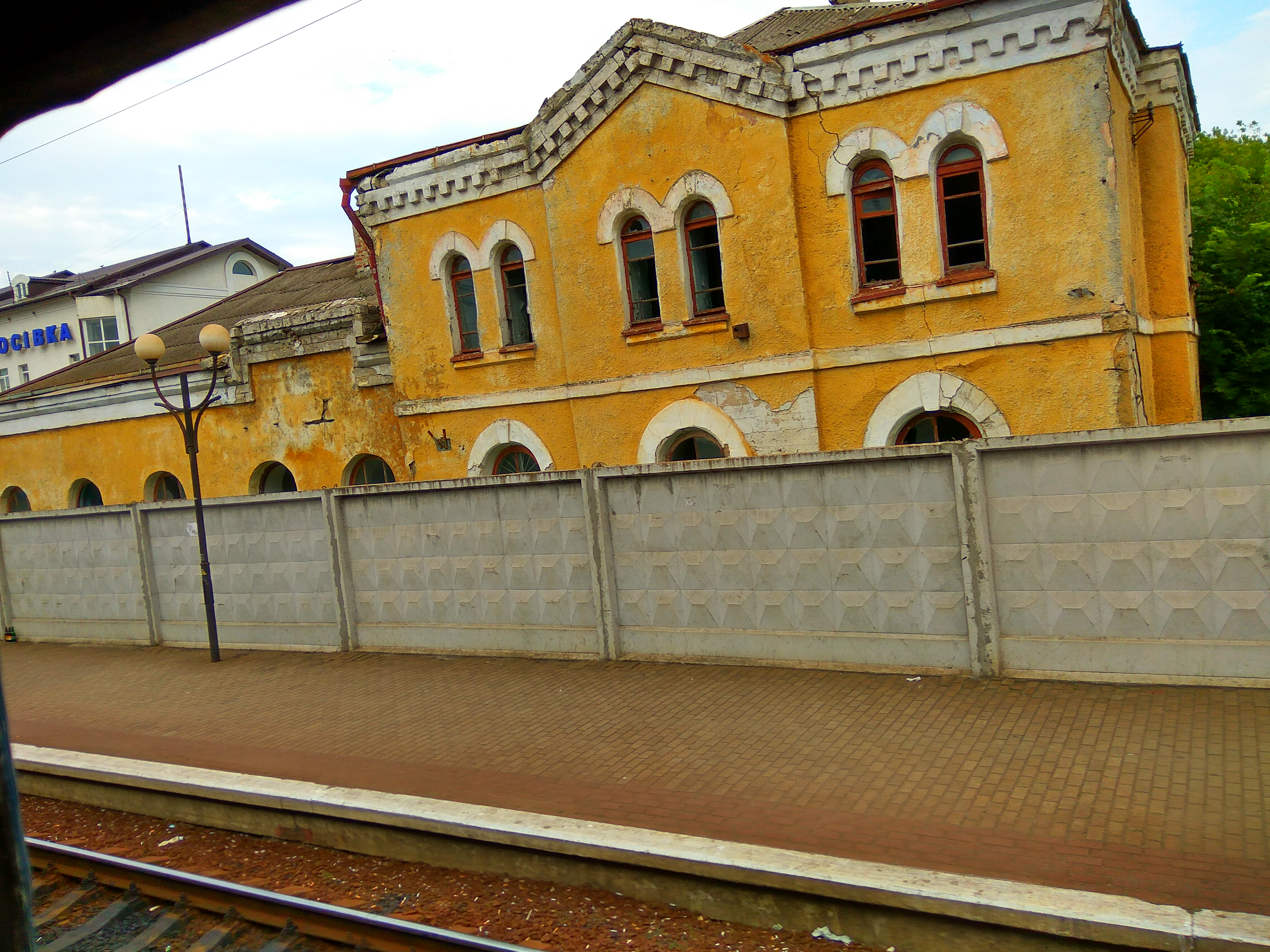
Колосівка, 1914
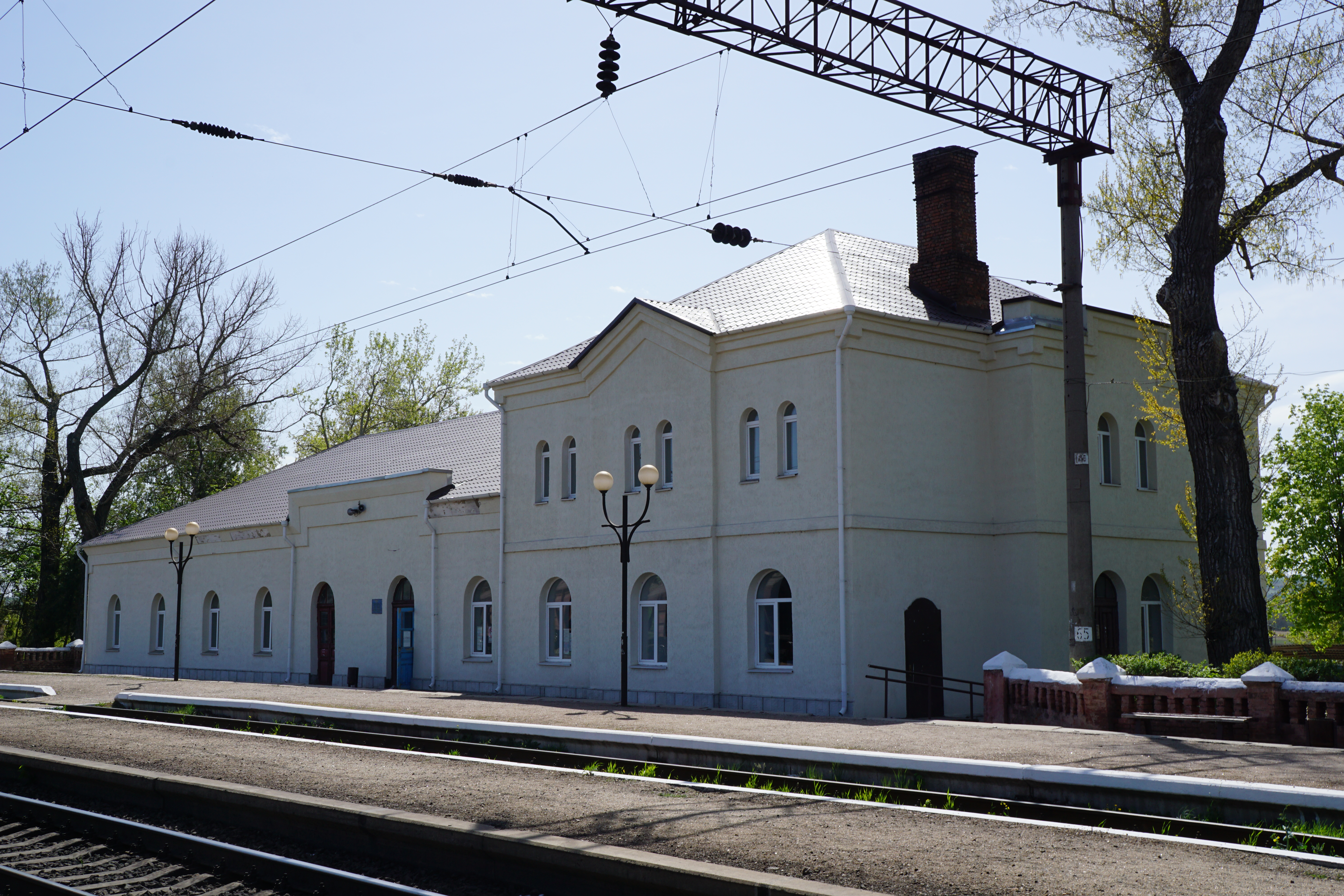
Березівка, 1914
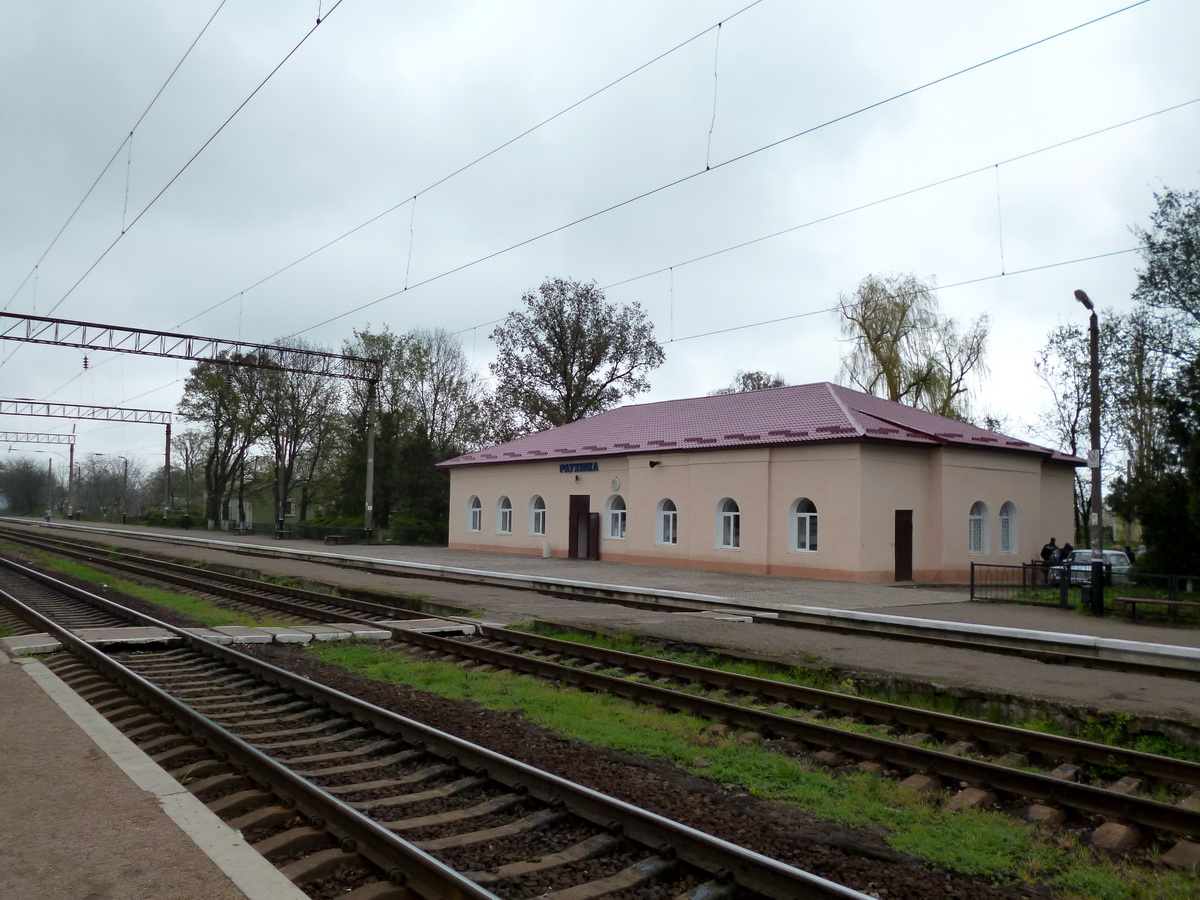
Раухівка, 1914, без другого поверху

Також вокзали станцій: Сердюківка (1914), Капітанівка (1914), Трикратне (1914), Сербка (1914). 
Вокзал у Прилуках (1913 р.) мав симетричний вид з трьома однаковими двоповерховими об'ємами, був знесений у 2003 р.. Вокзал Одеса-Сортувальна побудовано у 1913 і зруйновано у 1944.

## II-29-41/37
Односекційний будинок. Будувалися у 1963–1974 рр.
Прямокутний вісесиметричний плян 31,6×16,8 м, протилежні [фасад]и симетричні й однакові. На короткій фасаді еркер з двома вікнами, обабіч глухі стіни. На довгій фасаді посередині вікно, обабіч по дві лоджії по два вікна завширшки. Вздовж будинок розділений несними поперечними стінами з кроком по 6,4 м, між несними стінами перегородки. Середній крок завширшки 2,8 м в осях має з одного боку кімнату (на першому поверсі вхід), з іншого – сходи, ліфт і сміттєпровід на міжповерховому майданчику.

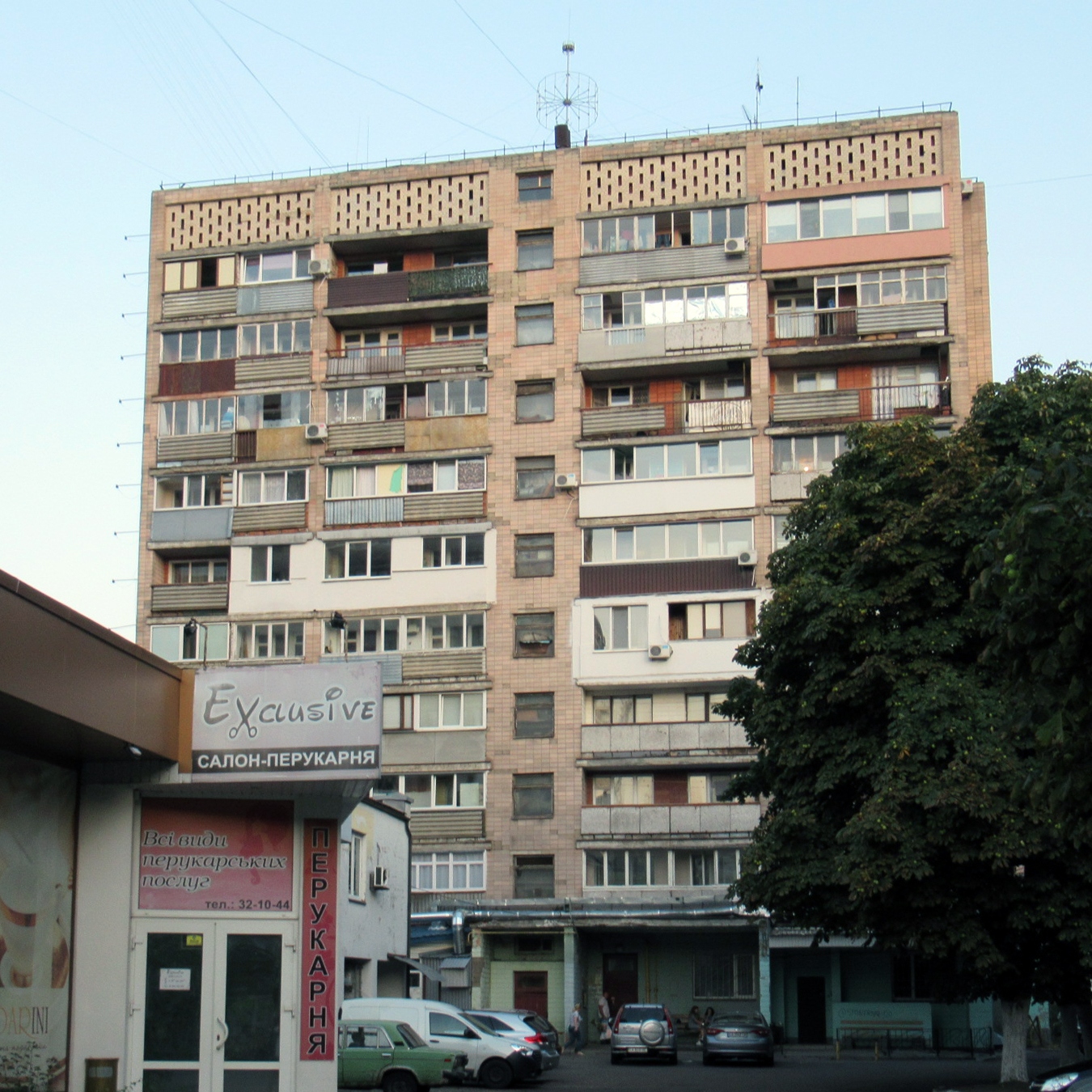
Черкаси, бул. Шевченка, 220
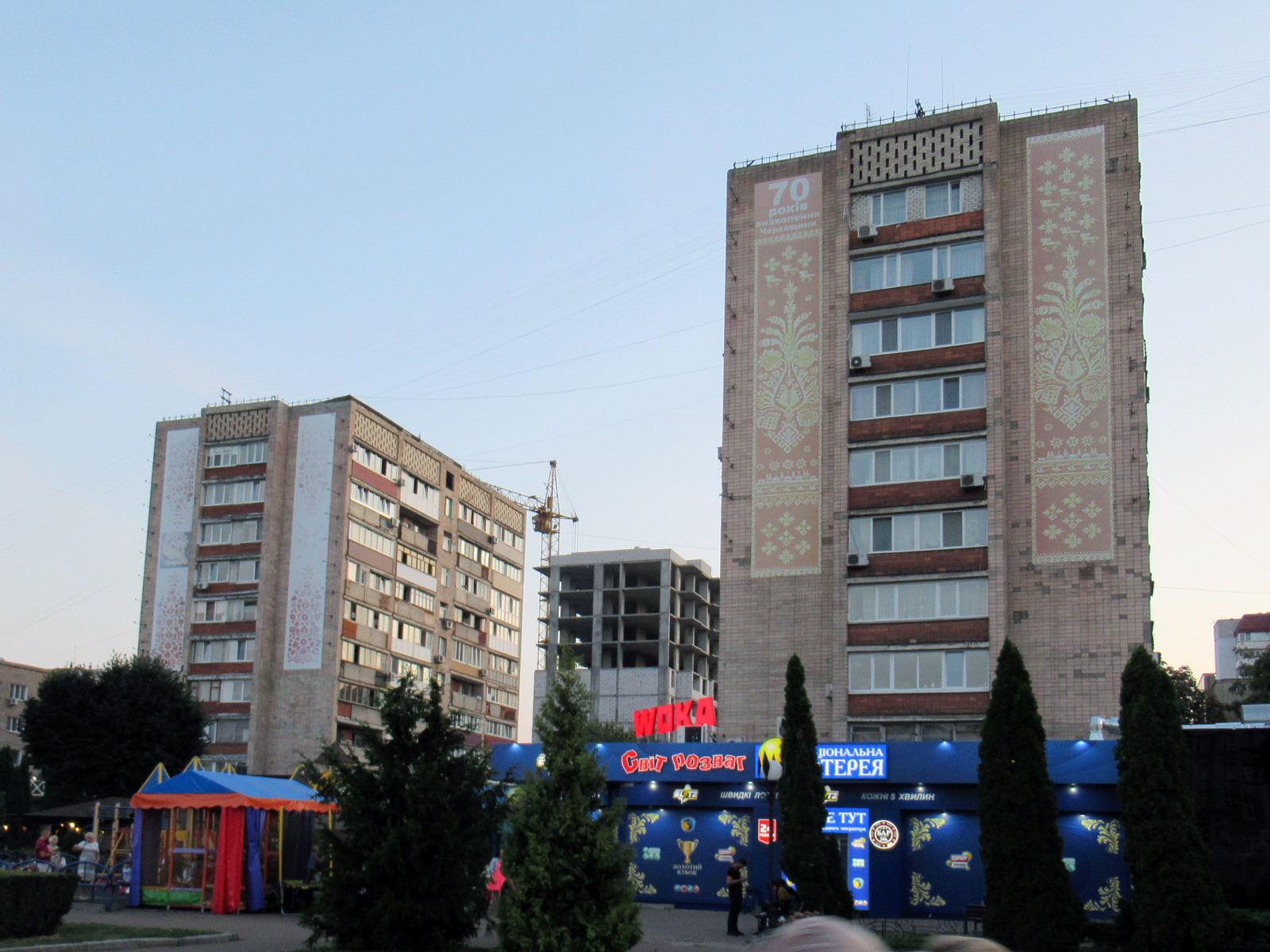
Черкаси, бул. Шевченка, 220 і 222

## Джерело
- Проект Проект вокзала линии Одесса–Бахмач — PhotoBuildings

1. ↑  Фото: ЖД вокзал • Інформаційно-розважальний портал м. Прилуки